# قيصرق
قيصرق هي قرية في مقاطعة سراب، إيران. عدد سكان هذه القرية هو 2,273 في سنة 2006.